# Liste der Mitglieder der National Academy of Sciences/1868
Im Jahr 1868 wählte die National Academy of Sciences der Vereinigten Staaten 7 Personen zu ihren Mitgliedern.

## Neugewählte Mitglieder
- Charles Brown-Sequard (1817–1894)
- George Brush (1831–1912)
- William Ferrel (1817–1891)
- John Edwards Holbrook (1794–1871)
- William Stimpson (1832–1872)
- Edward Tuckerman (1817–1886)
- James C. Watson (1838–1880)